# Flugunfall der Global Airlift bei Rubkona
Der Flugunfall der Global Airlift Services bei Rubkona ereignete sich am 17. Februar 2014 mit einer Frachtmaschine des Typs BAe 748 der Global Airlift auf dem Inlandsflug im Südsudan von Juba nach Rubkona, der im Auftrag der Internationalen Organisation für Migration durchgeführt wurde.

## Flugzeug
Bei der Maschine handelte es sich um eine 1980 gebaute BAe 748-2B/371(SCD) mit der Modellseriennummer 1776 und der Werknummer 257. Die Maschine wurde beim Hersteller zunächst zu Flugerprobungzwecken mit dem Testkennzeichen G-11-14 versehen und erhielt bei ihrer anschließenden Auslieferung an die kolumbianischen Luftstreitkräfte, die die Maschine ab dem 1. August 1981 bei der Fluggesellschaft SATENA einsetzten, das militärische Luftfahrzeugkennzeichen FAC1108. Im August 1997 wurde die Maschine ausgemustert und an die Fluggesellschaft West Air Sweden verkauft, bei der sie mit dem Kennzeichen SE-LIB in Betrieb ging. Zum 5. Mai 2006 wurde die Maschine an die spanische Fluggesellschaft Lineas Aereas Alaire verleast. Im Oktober 2006 wurde die Maschine auf die West Air übertragen. Ab dem 24. Mai 2007 war die Maschine erneut an die Lineas Aereas Alaire verleast. Am 28. November 2007 übernahm die kenianische 748 Air Services die Maschine und ließ sie mit dem Luftfahrzeugkennzeichen 5Y-HAJ wieder zu. Zu einem nicht näher bestimmbaren Zeitpunkt wurde die Maschine an die Global Airlift übergeben. Das zweimotorige Regionalverkehrsflugzeug war mit zwei Turboproptriebwerken des Typs Rolls-Royce Dart Mk. 530 ausgestattet.

## Insassen
An Bord der Maschine befand sich zum Unfallzeitpunkt eine vierköpfige Besatzung. 

## Unfallhergang
Mit der Maschine, die durch die Internationale Organisation für Migration von der 748 Air Services geleast wurde, die diese wiederum von Global Airlift geleast hatte, sollten humanitäre Hilfsgüter innerhalb des Südsudan transportiert werden. Die Maschine streifte im Anflug einen der Torpfosten der Flughafenumzäunung. Dies führte dazu, dass die Tragfläche verformt wurde und dass Treibstoff aus dem Tragflächentank auslief. Die Maschine streifte daraufhin die Dächer von weißen Fahrzeugen zur Gepäckbeförderung. Der Zusammenstoß mit den Fahrzeugen führte dazu, dass diese, ebenso wie die Maschine, in Brand gerieten. Als die Maschine zum Stehen kam, lag sie teilweise in Rückenlage. Ein Triebwerk und eine Tragfläche brannten noch immer. Ein Besatzungsmitglied wurde bei dem Unfall getötet, die anderen drei wurden schwer verletzt.

## Ursache
Die Unfallermittler kamen zu dem Ergebnis, dass der Anflug der Maschine instabil und aus einer zu großen Flughöhe ausgeführt wurde. Die Maschine sei zudem während des Anfluges zu schnell gewesen. In einer Gerichtsverhandlung zu dem Fall stellte sich zudem heraus, dass der Flugkapitän in der Nacht vor dem Unfall sieben Flaschen Bier und eine Flasche Gin gekauft hatte. Das Gericht hielt es für möglich, dass der Kapitän die Effekte des Alkoholkonsums während des Fluges noch verspürt hatte und somit fluguntauglich war.